# Ana Moura (cântăreață)
Ana Moura (n. 17 septembrie 1979, Santarém, Districtul Santarém, Portugalia) este o cântăreață portugheză de fado, cea mai tânără fadista care a fost vreodată nominalizată pentru premiul olandez muzical Edison Award.

## Biografie
Moura s-a născut în orașul Santarém din părinți de descendență  portugheză și angoleză și a crescut în Carcavelos, în apropierea Lisabonei.  Familia a încurajat-o și a susținut-o să urmeze o carieră muzicală.  După o perioadă de căutări și experimentări muzicale, Ana Moura s-a orientat spre stilul muzical fado, stil muzical caracteristic lusitan care a produs mari cântărețe și cântăreți, printre care se numără și regina fado-ului din anii 1960 și 1970, foarte cunoscuta Amália Rodrigues.

## Carieră muzicală
Cariera Anei Moura în genul muzical fado a fost lansată odată cu descoperirea ei de către Maria da Fé și prezența sa scenică în Casa de fado de Lisboa, "Senhor Vinho".  Producătorul muzical specializat în fado, Jorge Fernando a contribuit la realizarea primelor două albume ale Anei, "Guarda-me a vida na mão" și "Aconteceu".  În 2005, "Aconteceu" a fost nominalizat pentru Dutch Edison Award la categoria World International.  Tot în 2005 Moura a concertat la Carnegie Hall, New York City în fața unei audiențe entuziaste și în condițiile unui spectacol vândut total cu mult înainte,  Ana Moura a cântat, de asemenea, în fața unei audiențe cu ușile închise la Concertgebouw din Amsterdam.
De remarcat este faptul că în anii finali ai adolescenței, Moura a cântat muzică pop și rock cu o trupă locală, dar includea în fiecare spectacol câte o piesă de fado.

## Discografie
- 2003 --- Guarda-me a vida na mão
- 2005 --- Aconteceu
- 2007 --- Para Além da Saudade